# Nicolas Malebranche
Nicolas Malebranche (París, 6 de agosto de 1638-París, 13 de octubre de 1715) fue un filósofo y teólogo francés. Pertenecía a una familia distinguida y tuvo siempre una salud muy precaria. Esto lo obligó a superar sufrimientos con multitud de cuidados. Sus primeros contactos con la filosofía los tuvo en el Collège de la Marche y se defraudó. En sus obras, trató de sintetizar el pensamiento de San Agustín y Descartes, para demostrar el papel activo de Dios en todos los aspectos del mundo. Malebranche es principalmente conocido por sus doctrinas del ocasionalismo y ontologismo. Su definición y crítica de causalidad será aprovechada por David Hume en su Tratado de la naturaleza humana.

## Biografía
Pertenecía a una familia acomodada de París. Su padre fue Nicolás Malebranche, funcionario del cardenal Richelieu —tesorero— y en 1658, secretario del rey Luis XIII de Francia. Su madre, Catherine de Lauzon, fue hermana de un virrey de Canadá. Malebranche era el último de diez o trece hijos (las fuentes difieren en esto) y mostró desde pequeño grandes dotes intelectuales en un cuerpo sumamente débil. La educación elemental la recibió de un tutor privado.
Estudió filosofía y, fundamentalmente o de modo casi exclusivo, teología en La Sorbona y tampoco le satisficieron los métodos intelectuales. En 1660 entró en la Congregación del Oratorio de San Felipe Neri y en 1664 fue ordenado sacerdote. En 1699 fue nombrado miembro honorario de la Academia de las Ciencias, así como del célebre Oratorium Iesu, fundado por Pierre de Bérulle en París, actualmente conocido como Oratorio de France. Murió a la edad de 77 años.

## Filosofía

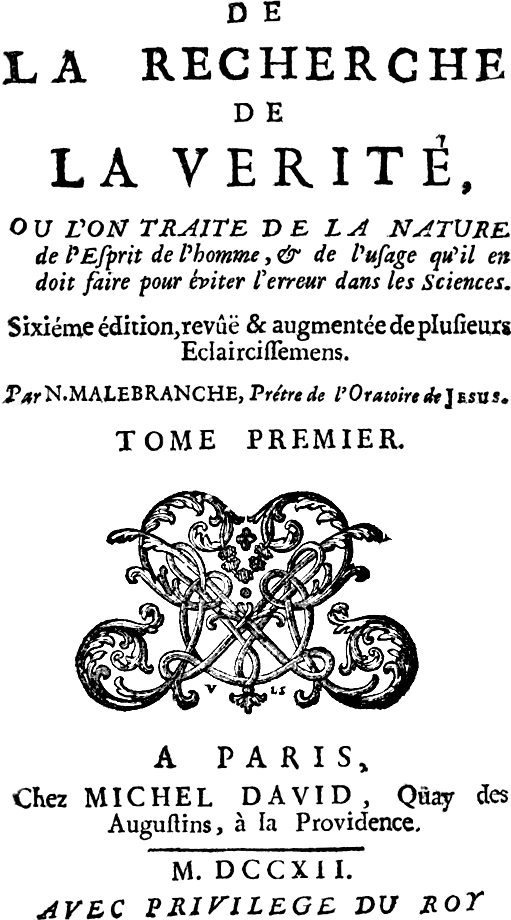
Página de título de su obra Investigación sobre la verdad, de 1712

Malebranche pretendió la síntesis del cartesianismo y el agustinismo, que resolvió en una doctrina personal, el «ocasionalismo», según el cual Dios constituiría la única causa verdadera, siendo todas las demás «causas ocasionales». Por ello, el conocimiento no se debería a la interacción con los objetos, sino que las cosas serían «vistas en Dios». "Si no viésemos a Dios de alguna manera, no veríamos ninguna cosa"(Recherche de la verité, libro III, segunda parte, capítulo VI.)
La dificultad estriba en la expresión de alguna manera. Dios es conocido no directamente, sino de modo indirecto, tal como reflejado en un espejo, en las cosas creadas. El hombre participa de Dios y participando de Dios, participa de las cosas. No hay ninguna interacción directa entre las sustancias cartesianas. La congruencia entre ambas es facilitada por la realidad divina. No es la "res cogitans" quien percibe las cosas, sino que, en ocasión de un movimiento de la "res extensa", Dios provoca en mí cierta idea. Y con ocasión de una volición mía Dios mueve el cuerpo extenso que es mi brazo. La relación del espíritu del hombre con Dios y con las cosas solamente en él, es la solución decisiva. Dios es la única causa de todos los cambios. Así, la visión en Dios de todas las cosas resulta la condición necesaria de todos los saberes y verdades.
Las obras más importantes de Malebranche son De la recherche de la vérité (1674-1675), obra que fue ampliamente aumentada ante las numerosas críticas de sus coetáneos, y sus Méditations chrétiennes et métaphysiques (1683).
La idea de Dios cobra un peso propio en su sistema filosófico. Continuador de Descartes, a veces lo supera en cuanto a la radicalidad de su planteamiento. Para Malebranche, cuerpo y alma son entidades —o sustancias— inconexas e independientes, entre las que no existe comunicación directa de ningún tipo. 
Es Dios quien realiza la función de comunicar ambas entidades y quien crea el conocimiento en el hombre; pues, al no haber contacto entre mente y cuerpo, el hombre por sí solo está imposibilitado para conocer el mundo. La presencia de Dios en el alma de los hombres suple su carencia para conocer otras entidades, pues el hombre ve en Dios el resto de las cosas.
- Ocasionalismo: Dios es la causa de todo influjo posible de una realidad, Lo que llamamos causa es solo una ocasión. La única causa es Dios: No es el Sol el que produce calor, luz y vida, solo es una ocasión; la causa es Dios y se vale y se toma como instrumento para realizar su acción causal.

- Ontologismo: Malebranche es el precursor en la corriente ontológica en la cual el ser trascendente es el que está más cercano a la causa de Dios.

### Epistemología
En lo que se refiere a la teoría del conocimiento, Malebranche ocupa las mismas posiciones idealistas extremas. El hombre conoce las cosas, pero no por la acción de ellas sobre los órganos de los sentidos, ya que, como repite constantemente, los sentidos no desempeñan ningún papel en el conocimiento, que se reduce a la meditación por los hombres de la idea de todo lo existente; en cambio, la fuente de estas ideas es Dios.
Nicolás Malebranche argumentó que el conocimiento depende de la comprensión divina. Al igual que René Descartes, sostuvo que los humanos alcanzan el conocimiento a través de ideas, representaciones inmateriales presentes en la mente. Pero mientras que Descartes creía que las ideas son entidades mentales, Malebranche argumentó que todas las ideas existen solo en Dios, y en consecuencia serán eternas e inmutables.
Malebranche repite constantemente que los sentidos no toman parte alguna en el conocimiento pues, según él, la contemplación de las ideas y Dios son la fuente del mismo. Malebranche seguía más o menos a San Agustín, explicando cómo estas mismas ideas divinas podrían servir también como objetos inmediatos de las mentes humanas en la percepción sensual. El problema es que las ideas divinas son universales, mientras que toda percepción parece ser particular. 
La solución de Malebranche fue sugerir que todas las maneras de conocer entrañan cierta unión entre el cognoscente y lo conocido. Esta unión unas veces se produce directamente, y otras indirectamente, que es el caso del conocimiento del mundo exterior los cuerpos y de los demás al ser modificadas por nuestras sensaciones. Las ideas representan solo las propiedades geométricas o mecánicas de los cuerpos (tamaño, forma, movimiento), mientras que la sensación consistirá en color o alguna otra cualidad sensible. Lo último limitará la comprensión de la mente de lo primero de tal manera que para una mente diferente, con una sensación diferente, la misma idea podría representar otra a un individuo diferente. Hay además, dos formas de conocimiento directas y dos formas de conocimiento indirectas:
| Las formas de conocer                                   | Los objetos de conocimiento                       |
| ------------------------------------------------------- | ------------------------------------------------- |
| Directamente                                            |                                                   |
| - Por conciencia o sentimiento interior - Por sí mismas | - El yo (espíritu o alma) - Dios                  |
| Indirectamente                                          |                                                   |
| - Por conjetura - Por medio de sus ideas                | - Los otros espíritus - El mundo externo material |

### Ocasionalismo
En general, el ocasionalismo es la opinión de que no hay en todo el sentido que no sean Dios. Las cosas creadas son, en el mejor de los casos, "ocasiones" de la actividad divina. Los cuerpos y las mentes no actúan sobre sí mismos ni entre ellos; Solo Dios produce todos los fenómenos de la naturaleza y la mente. Los cambios que ocurren en las cosas creadas exhibirán regularidades (y así satisfarán una definición de causalidad en David Hume) porque Dios, al crear el mundo, observa lo que Malebranche llama "orden": se obliga a actuar de acuerdo con las leyes de la naturaleza elegidas de acuerdo con su general será que el mundo sea lo mejor posible, y así (por ejemplo) que las leyes sean simples y pocas en número.
Malebranche sostuvo que todas las causas verdaderas requieren de efectos. Como Dios puede con un milagro interrumpir la conexión entre causa y efecto. Las causas finitas (naturales y no divinas) no pueden producir verdaderos efectos. Solo Dios puede no requerir de un efecto.

### Teodicea
La teodicea de Malebranche al problema del mal  admite que Dios tiene el poder de crear un mundo más perfecto, libre de todos los defectos, pero tal mundo habría necesitado una mayor complejidad en formas divinas. Por lo tanto, Dios produce los males naturales que se derivan de leyes simples, no porque quiera esos efectos particulares, sino porque quiere un mundo que refleje mejor su sabiduría al lograr el mejor equilibrio posible entre la perfección intrínseca del trabajo y la simplicidad y generalidad de sus leyes.